# Paul Hanin
Paul Hanin (12 november 1925, Marche-en-Famenne - 23 maart 1999, Ottignies) was een Belgische politicus.

## Biografie
Hanin was een kleinzoon van Auguste Lannoye, die voor de Tweede Wereldoorlog burgemeester was van Genval en begin 20ste eeuw oprichter van de papierfabriek van Genval. Hanin ging in 1954 voor de fabriek werken, waar hij tot 1978 kaderfuncties uitoefende. Via zijn oom Jacques Lannoye werkte hij sinds de jaren 70 ook voor de Parijse couturier Yves Saint Laurent.
Hanin was ook actief in de gemeentepolitiek bij Charles Hanin in zijn geboortestad Marche. Toen hij naar Genval trok, ging hij ook daar in de gemeentelijke politiek en hij werd er voorzitter van de PSC. Hij werd er in 1958 gemeenteraadslid in de oppositie. Na het overlijden van de liberale burgemeester Raymond Becquevort in 1963 deed de meerheid een beroep op Hanin en werd hij schepen, wat hij tot 1970 bleef. Daarna belandde hij weer in de oppositie.
In 1977 werd Genval een deelgemeente van Rixensart en Hanin werd de eerste burgemeester van fusiegemeente Rixensart. Hij werd bij de volgende verkiezingen telkens herkozen. Halverwege zijn laatste legislatuur stopte hij in 1992 als burgemeester en beëindigde hij zijn politieke loopbaan.
In 1999 werd hij omwille van een aneurysmabreuk opgenomen in de Clinique Saint-Pierre in Ottignies, een ziekenhuis dat was opgericht door zijn schoonvader Edouard Laduron. Hij overleed enkele weken later.